# Montivipera wagneri
Montivipera wagneri — вид отруйних змій родини гадюкових (Viperidae). Один із 7(8) видів роду гірських гадюк (Montivipera). Поширений у Туреччині та Ірані. Раритетний вид плазунів, занесений до Червоного списку МСОП.

## Етимологія
Вид названий на честь німецького дослідника XIX століття Моріца Вагнера.

## Опис
Змія середнього розміру, до 90 см завдовжки. Самиці переважно більші за самців.

## Поширення
Гадюка населяє гірські місцевості на сході Туреччини (провінції Карс, Ерзурум і Агрі) та сусідні західні регіони Ірану на висотах від 1600 до 1900 м. Понад 80 % популяції зосереджено в долині річки Арас, яка є північною частиною поширення виду. У південній частині ареалу вид зустрічається в невеликих ізольованих популяціях.

## Особливості біології
Населяє рідколісся і чагарники на скелястих гірських схилах. Трапляється часто поблизу річок і струмків. Віддає перевагу густішим рослинним і прохолоднішим біотопам на північних схилах. На більш теплих і орієнтованих на південь схилах в межах свого ареалу гадюка Вагнера відсутня і заміщується іншим видом гірських гадюк — гадюкою Радде "(Macrovipera raddei)". Більша частина придатних біотопів зосереджена в північній частині ареалу з лише невеликими ізольованими ділянками в південній частині. 
Montivipera wagneri належить до яйцеживородних плазунів. Самиця
народжує звичайно 10—12 дитинчат.

## Охорона
Вид занесений до Червоного списку МСОП (охоронна категорія: «вид перебуває в критичному стані»), а також до Додатку ІІ Вашингтонської конвенції CITES. Чисельність популяції з кінця минулого сторіччя катастрофічно знизилась внаслідок значного вилову змій для торгівлі з метою утримання в неволі. Виду також серйозно загрожує заплановане будівництво комплексу дамб (Кара Курт, Деніз Голу та Кулу) вздовж річки Арас. Необхідно заповідати території компактного проживання гадюк.